# بازرس (فیلم ۱۹۶۲)
بازرس (انگلیسی: The Inspector) فیلمی است که در سال ۱۹۶۲ منتشر شد. از بازیگران آن می‌توان به استیون بوید، دولورس هارت، لئو مک‌کرن، هیو گریفیث و دونالد پلیسنس اشاره کرد.